# 皮奥韦拉
皮奥韦拉（義大利語：Piovera），是意大利亚历山德里亚省的一个市镇。总面积15.63平方公里，人口837人，人口密度53.6人/平方公里（2009年）。ISTAT代码为006130。